# Arturo Rial
Arturo Rial (Buenos Aires, 1909 - 1981) fue un militar argentino, perteneciente a la Armada Argentina, que alcanzó la jerarquía de Contraalmirante. Tuvo una activa participación en la Revolución Libertadora, que derrocó a Juan Domingo Perón en 1955.

## Carrera
Rial participó de los preparativos para el golpe de Estado siendo Capitán de Navío, en coordinación con una facción del Ejército Argentino, liderado por Pedro Eugenio Aramburu. El día del golpe se sublevó en la base de Puerto Belgrano, y posteriormente tomó un regimiento del Ejército que se mantenía leal a Perón, lo cual posibilitó el éxito del mismo. También intentó que se sublevasen unidades de la flota de Mar y del Astillero Río Santiago infructuosamente.
Pocos días después del golpe contra Perón, algunos sindicalistas de la CGT estaban en la Casa Rosada esperando para entrevistarse con el autoproclamado presidente de facto Eduardo Lonardi, cuando apareció el contraalmirante Rial, que les dijo una frase por la que ha pasado a la historia:

Sepan ustedes que esta gloriosa revolución se hizo para que, en este bendito país, el hijo del barrendero muera barrendero.

Posteriormente, el gobierno militar lo designó Subsecretario de Marina, sin embargo renunció por desacuerdos con la gestión de Aramburu.
Con Arturo Frondizi como presidente fue pasado a retiro a raíz de su aversión al gobierno constitucional y fue detenido en 1959.

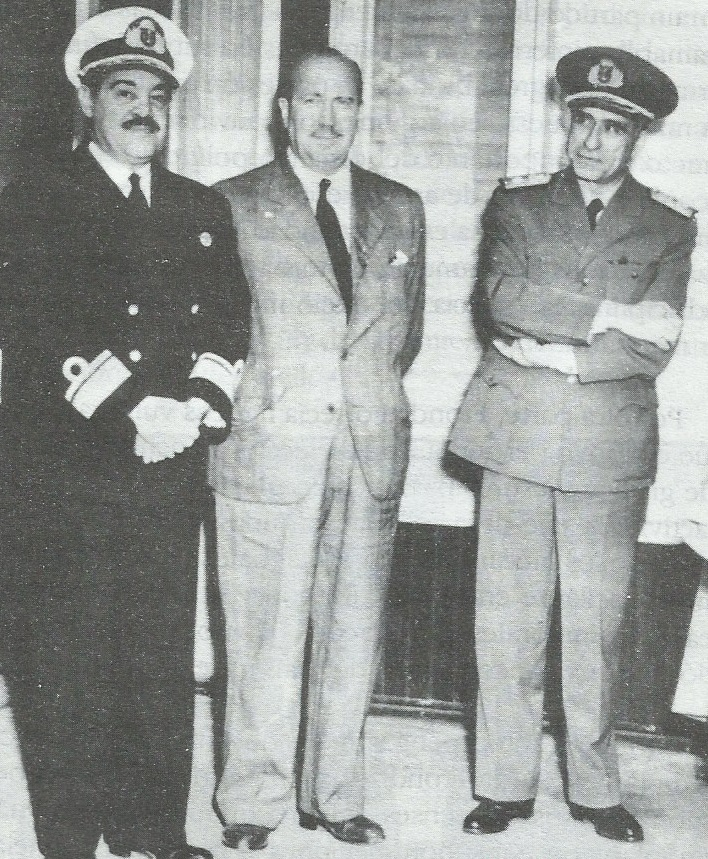
Arturo Rial (izq.) y Adolfo B. Estévez (der.) en 1958.